# Billbergia magnifica
Espèce
Classification phylogénétique
Billbergia magnifica est une espèce de plantes à fleurs de la famille des Bromeliaceae qui se rencontre au Brésil et au Paraguay.

## Distribution
L'espèce se rencontre au Brésil et au Paraguay.

## Description
L'espèce est épiphyte.